# Флаг Петуховского района
Флаг муниципального образования Петуховский район Курганской области Российской Федерации — опознавательно-правовой знак, служащий официальным символом муниципального образования.
Флаг утверждён решением Петуховской районной Думы от 30 августа 2019 года № 396 и внесён в Государственный геральдический регистр Российской Федерации с присвоением регистрационного номера 12558.

## Описание
Прямоугольное двухстороннее полотнище с отношением ширины к длине 2:3, воспроизводящее фигуры из герба Петуховского района, выполненные желтым, белым, синим, красным и зеленым цветом. Обратная сторона полотнища зеркально воспроизводит лицевую.

## Символика
Флаг Петуховского района создан на основе герба Петуховского района и повторяет его символику. 
Петуховский район был образован в 1924 году в составе Ишимского округа Уральской области, а затем с 6 февраля 1943 года передан в состав области. Богатая история района имеет славные трудовые достижения и традиции, различные памятники культурного наследия и природы. 
Однако, самой отличительной особенностью района является уникальное Медвежье озеро, известное далеко за пределами России своим целебным микроклиматом, уникальными лечебными грязями, минеральной водой. Неповторимая по своей красоте чистейшая водная гладь, которую часто называют "собственным Израилем", переполнена минералами и натуральными грязями, они в свою очередь полностью идентичны по составу Мертвому морю. Из-за большой концентрации соли в воде здесь не водится ни одного вида рыбы и никаких диких млекопитающих, а окунающихся туристов словно выбрасывает на поверхность неведомая мощь, не давая им занырнуть или утонуть. По своей протяженности озеро довольно обширное - около 61 км длиной. 
По легенде, озеро названо "Медвежьим" не случайно. Местные старожилы рассказывают, что давным-давно, когда озеро только зарождалось, наведывался на его берег медведь, у которого болела лапа. Медведь окунал лапу в волшебную жидкость озера и таким образом заживлял свои раны. С тех пор озеро зовется "Медвежьим", к тому же, своим огромным размером как бы напоминая медведя. 
Синий (лазоревый) медведь символизирует Медвежье озеро и легенду его названия. Раненая лапа, которую медведь готов был излечить в озере, аллегорически показана червленым (красным) цветом. 
В то же время идущий, превозмогая боль, медведь - символ преодоления преград, находчивости, уверенности, движения вперед, поступательного развития, независимости и силы. 
Поле флага, составленное из белой (серебряной) и желтой (золотой) частей, дополняет символику флага Петуховского района: 
линия деления поля флага аллегорически показывает, что Петуховский район находится на границе Российской Федерации и Республики Казахстан; 
- Белый цвет (серебро) - символ соленых, экологически чистых целебных вод Медвежьего озера;
- Желтый цвет (золото) - символ славных трудовых достижений и сельского хозяйства - основы экономики Петуховского района.
- Узкая серебряная (белого цвета) полоса по нижнему краю флага символизирует основные транспортные магистрали Петуховского района: Южно-Уральскую железную дорогу - часть Транссибирской магистрали и Федеральную автомобильную дорогу Р-254 "Иртыш".

Примененные во флаге цвета дополняют его символику: 
- синий цвет (лазурь) - символ возвышенных устремлений, искренности и добродетели;
- красный цвет (червлень) символизирует мужество, самоотверженность, труд, справедливую борьбу, красоту и праздник;
- зеленый цвет символизирует природу, весну, здоровье, молодость и надежду;
- желтый цвет (золото) - символ высшей ценности, величия, богатства, урожая;
- белый цвет (серебро) - символ чистоты, открытости, божественной мудрости, примирения[2].

## Авторская группа
- Идея флага: Константин Моченов (Химки), Михаил Медведев (Санкт-Петербург).
- Художник и компьютерный дизайн: Анна Гарсия (Москва).
- Обоснование символики: Ольга Френкель (Москва).